# Eumida ockelmanni
Eumida ockelmanni är en ringmaskart som beskrevs av Eibye-Jacobsen 1987. Eumida ockelmanni ingår i släktet Eumida och familjen Phyllodocidae. Arten är reproducerande i Sverige. Inga underarter finns listade i Catalogue of Life.